# Hopfgarten im Brixental
Hopfgarten im Brixental, im Dialekt Hopfgåscht, ist eine Marktgemeinde mit 5793 Einwohnern (Stand 1. Jänner 2024) im Bezirk Kitzbühel im nordöstlichen Tirol (Österreich). Die Gemeinde liegt im Gerichtsbezirk Kitzbühel.
Die Marktgemeinde mit der Ortschaft Kelchsau, den Ortsteilen Pesendorf (Innerer Grafenweg), Penningdörfl sowie den Streusiedlungen auf den Bergen ist mit einer Gesamtfläche von 166,54 km² die größte Gemeinde im Bezirk Kitzbühel und eine der größten in Tirol.

## Geografie
Der Hauptort liegt an der Brixentaler Ache in einem Talkessel des vorderen Brixentales. Das Gemeindegebiet umfasst weiters das Einzugsgebiet der Kelchsauer Ache. Der tiefste Punkt der Gemeinde liegt im Norden bei 580 Meter über dem Meer. Nach Süden steigt das Land in den Kitzbühler Alpen auf über 2400 Meter an. Markante Gipfel sind Torhelm (2494 m), Molterfeldgeier (2422 m) und Dristkopf (2361 m).

### Gliederung
Von den 16.657 Hektar Gemeindegebiet sind etwa 5.600 Hektar Wald, 2.800 Hektar landwirtschaftliche Nutzflächen und 7.500 Hektar Almgebiet. Auf den Ortskern entfallen nur circa 130 Hektar, also nicht einmal 1 Prozent des Gemeindegebietes.
Das Gemeindegebiet umfasst folgende sieben Ortschaften (in Klammern Einwohnerzahl Stand 1. Jänner 2024):
- Glantersberg (153)
- Grafenweg (916)
- Gruberberg (77)
- Hopfgarten-Markt (2669)
- Kelchsau (732)
- Penningberg (953)
- Salvenberg (293)

Die Gemeinde besteht aus den Katastralgemeinden Hopfgarten Land und Hopfgarten Markt.
| Katastralgemeinden                                       | Ortschaften in der Gemeinde |
| -------------------------------------------------------- | --- |
| Hopfgarten Land (165,21 km²) Hopfgarten Markt (1,33 km²) | Glantersberg (ZH) Elsbethen (R) Hof (W) Hörbrunn (W) Grafenweg (ZH) Pesendorf (R) Weichsölln (R) Gruberberg (ZH) Hopfgarten-Markt Boden (R) Elsbethen (Sdlg) Haslau (R) Hopfgarten (M) Kühle Luft (R) Kelchsau (R) Kelchsau-Zerstreute Häuser (ZH) Kurzer Grund (ZH) Langer Grund (ZH) Pfenningberg (ZH) Achen (ZH) Aschberg (W) Bramlsteiner (ZH) Ebenhub (ZH) Haag (W) Katzenberg (ZH) Kropfrad (W) Mittermoosen (R) Obermanzl (R) Penning (D) Ruetzwies (R) Steinhäusl (Hgr) Traucha (Hgr) Untermanzl (R) Salvenberg (ZH) Hacha (D) Hopfgarten (R) Lindrain (R) Schnapfen (W) |
| Legende                                                  | |

| In der Spalte Katastralgemeinden sind sämtliche Katastralgemeinden einer Gemeinde angeführt. In der Klammer ist die jeweilige Fläche in km² angegeben. |
| In der Spalte Ortschaften sind sämtliche von der Statistik Austria erfassten Siedlungen, die auch eine eigene Ortschaftskennziffer aufweisen, angeführt. In der Hierarchieebene derselben Spalte, rechts eingerückt, werden nur Ansiedlungen, die mindestens aus mehreren Häusern bestehen, dargestellt. Die wichtigsten der verwendeten Abkürzungen sind: - M = Hauptort der Gemeinde - Stt = Stadtteil - R = Rotte - W = Weiler - D = Dorf - ZH = Zerstreute Häuser - Sdlg = Siedlung - Hgr = Häusergruppe - E = Einzelgehöft (nur wenn sie eine eigene Ortschaftskennziffer haben) Die komplette Liste der Statistik Austria ist in: Topographische Siedlungskennzeichnung nach STAT Zu beachten ist, dass manche Orte unterschiedliche Schreibweisen haben können. So können sich Katastralgemeinden anders schreiben als gleichnamige Ortschaften bzw. Gemeinden. Quelle: Statistik Austria – |

### Nachbargemeinden
| Wörgl (Bez. Kufstein)                      | Itter                                           | Söll (Bez. Kufstein) |
| Wildschönau                                | Kompassrose, die auf Nachbargemeinden zeigt     | Westendorf           |
| ∗ Hart/Zillert., Stummerberg (Bez. Schwaz) | Gerlos, Wald im Pinzgau (Bez. Zell a.See, Sbg.) |                      |

∗ In einem Punkt, am Sonnenjoch, auch Alpbach

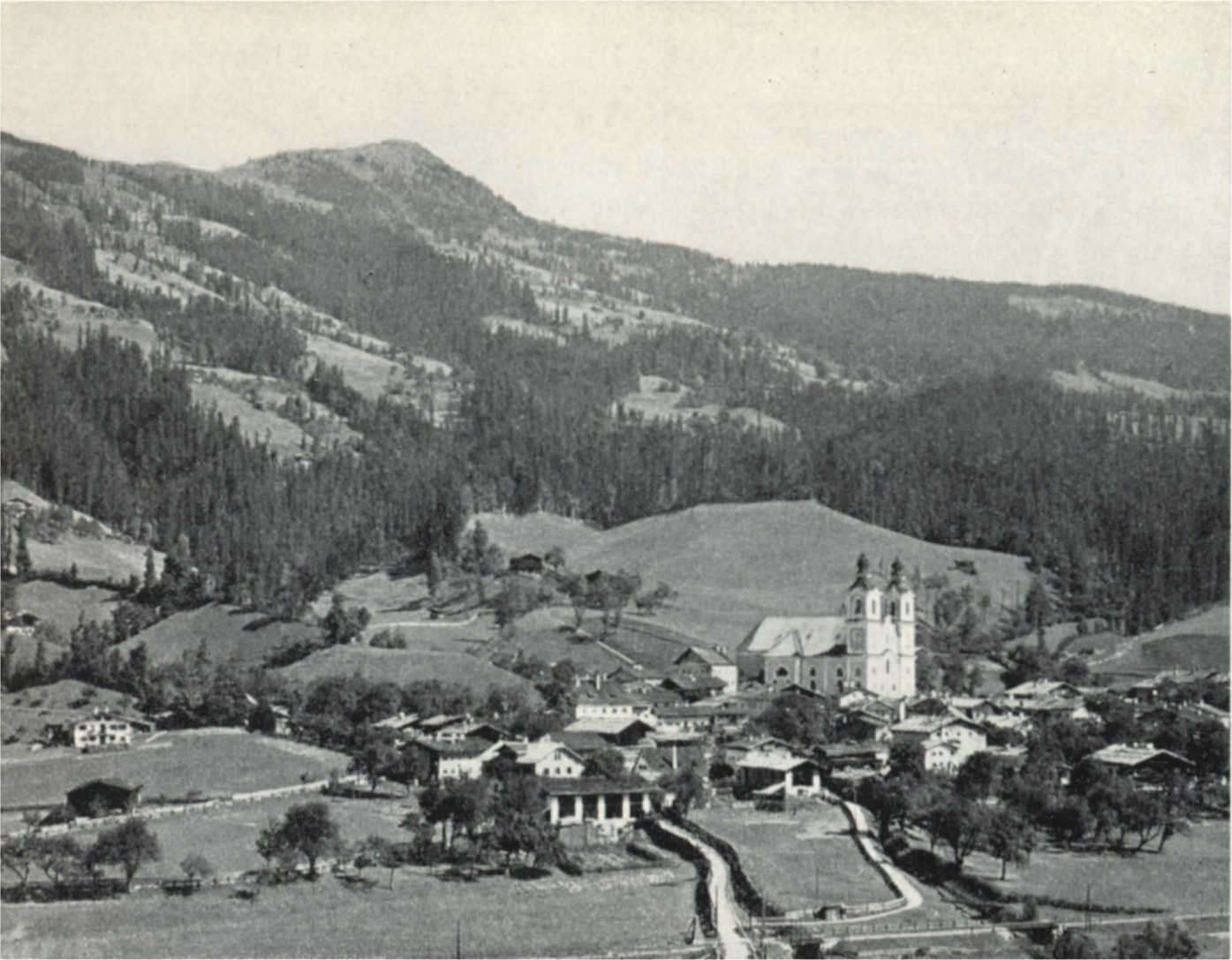
Hopfgarten um 1898

## Geschichte
Hopfgarten wurde 1321 erstmals urkundlich genannt, 1355 wurde die Kirche zum hl. Leonhard erwähnt. 1362 taucht erstmals ein Bürger in den Urkunden auf, was bedeutet, dass Hopfgarten inzwischen Markt geworden war. Das Marktrecht wurde 1398 urkundlich bestätigt. Im 17. Jahrhundert wurde Hopfgarten Sitz des Gerichtes Itter, das ab 1816 Gericht Hopfgarten hieß und bis 2002 bestand.
Die Geschichte Hopfgartens ist insofern zweigeteilt, als es bis zum 1. Januar 1948 je eine selbständige Landgemeinde und eine Marktgemeinde gegeben hat, die jedoch immer eng verflochten waren. Die Geschichte der Landgemeinde ist geprägt von der seit Jahrhunderten und auch noch heute bedeutenden Landwirtschaft (derzeit etwa 230 landwirtschaftliche Betriebe, davon circa 70 Vollerwerbsbauern), die auf den weiten fruchtbaren Hängen der Berge betrieben wurde und wird, aber auch von einem einst ertragreichen Bergbau und einer um 1880 niedergegangenen, zu ihrer Zeit europaweit bekannten und blühenden Glasindustrie (Glashütte Hörbrunn).
Die besondere Bedeutung der Marktgemeinde lag vor allem an dem vor rund 650 Jahren zuerkannten Marktrecht, welches durch eine Urkunde aus dem Pfarrarchiv aus dem Jahr 1362 bekundet ist. Mit diesem zur damaligen Zeit privilegierten Recht war es den Hopfgartner Bürgern gestattet, an jedem Montag, das ganze Jahr hindurch, einen Wochenmarkt abzuhalten, auf dem Groß- und Kleinvieh, Käse, Schmalz, Leder und andere Kaufmannsware verkauft werden durfte. Ein- und Verkauf außerhalb des Marktes war streng verboten.
Im Jahre 1869 hatte Hopfgarten mit 2757 Einwohnern mehr Bewohner als die Stadt Kufstein (damals 2691).
Mit dem allgemeinen Wirtschaftsaufschwung nach dem Zweiten Weltkrieg bekamen die alten Bürgerhäuser im Markt ihr neues Gesicht. Neben der Landwirtschaft und dem Handel gewannen der Tourismus, das Gewerbe und die Kleinindustrie immer mehr an Bedeutung.
Der engste Marktkern mit historisch bedeutenden Gebäuden unterliegt durch Verordnung nach dem Stadtkern- und Ortsbildschutzgesetz besonderen baulichen Schutzbestimmungen. Die geschlossene Bauweise der Bürgerhäuser ist mit bekannten Orten wie Rattenberg, Hall oder Kitzbühel vergleichbar.
Bis 2002 war Hopfgarten Sitz des Bezirksgerichtes Hopfgarten.

## Bevölkerungsentwicklung
EinwohnerJahr250030003500400045005000550060001860189019201950198020102040EinwohnerEinwohnerentwicklung von Hopfgarten im Brixental

## Kultur und Sehenswürdigkeiten

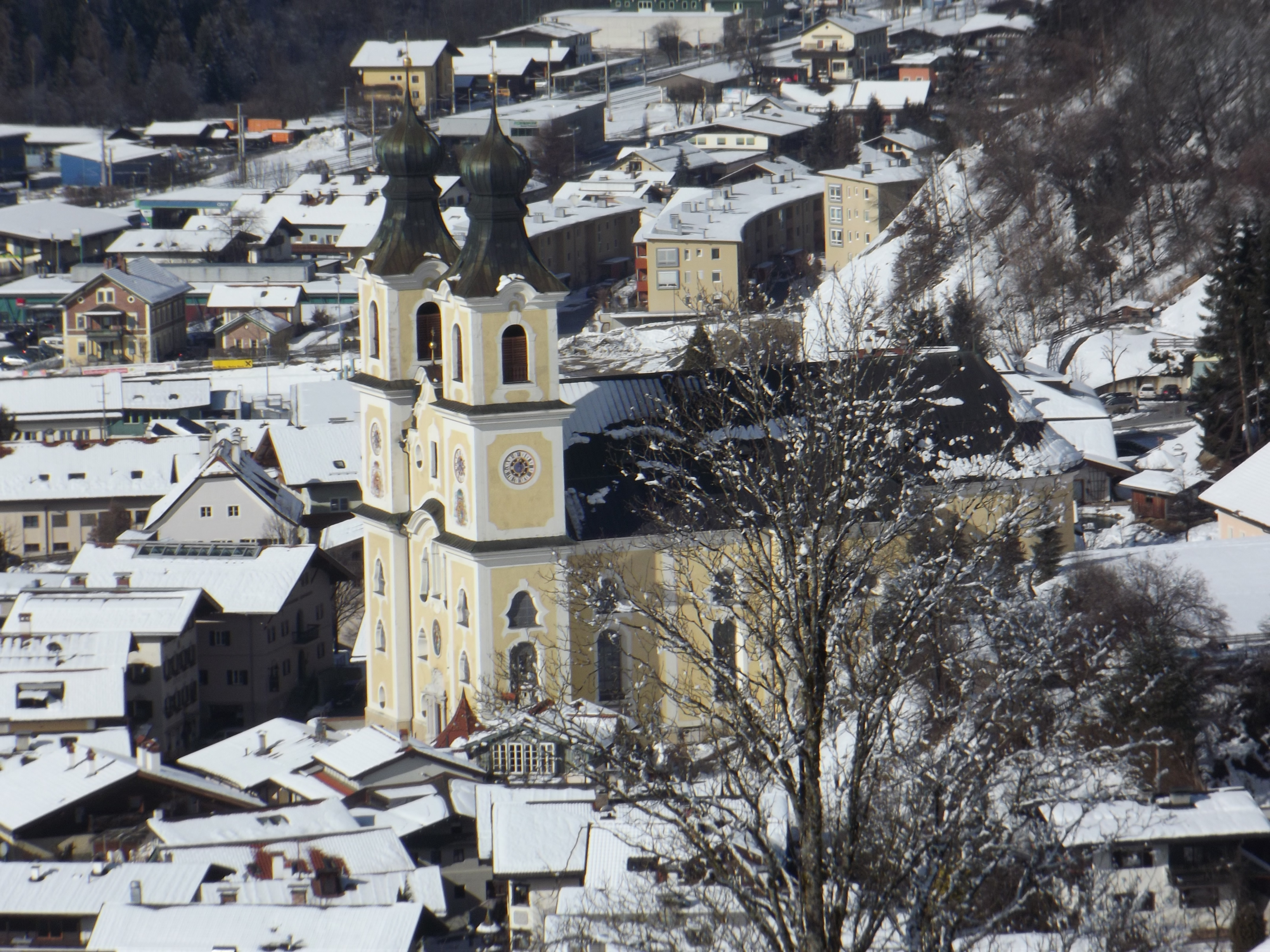
Pfarrkirche Hopfgarten im Brixental

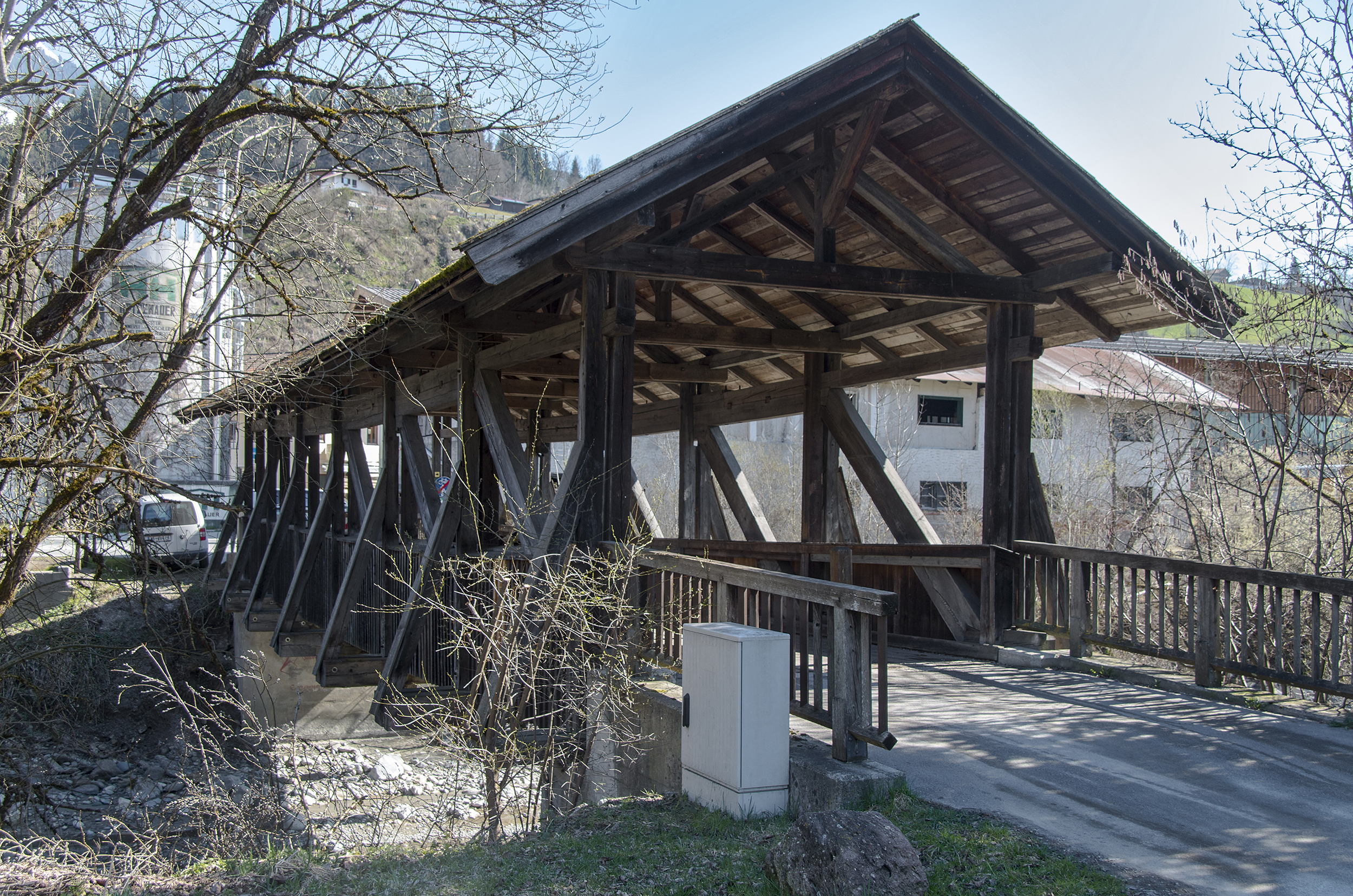
Stegner-Brücke

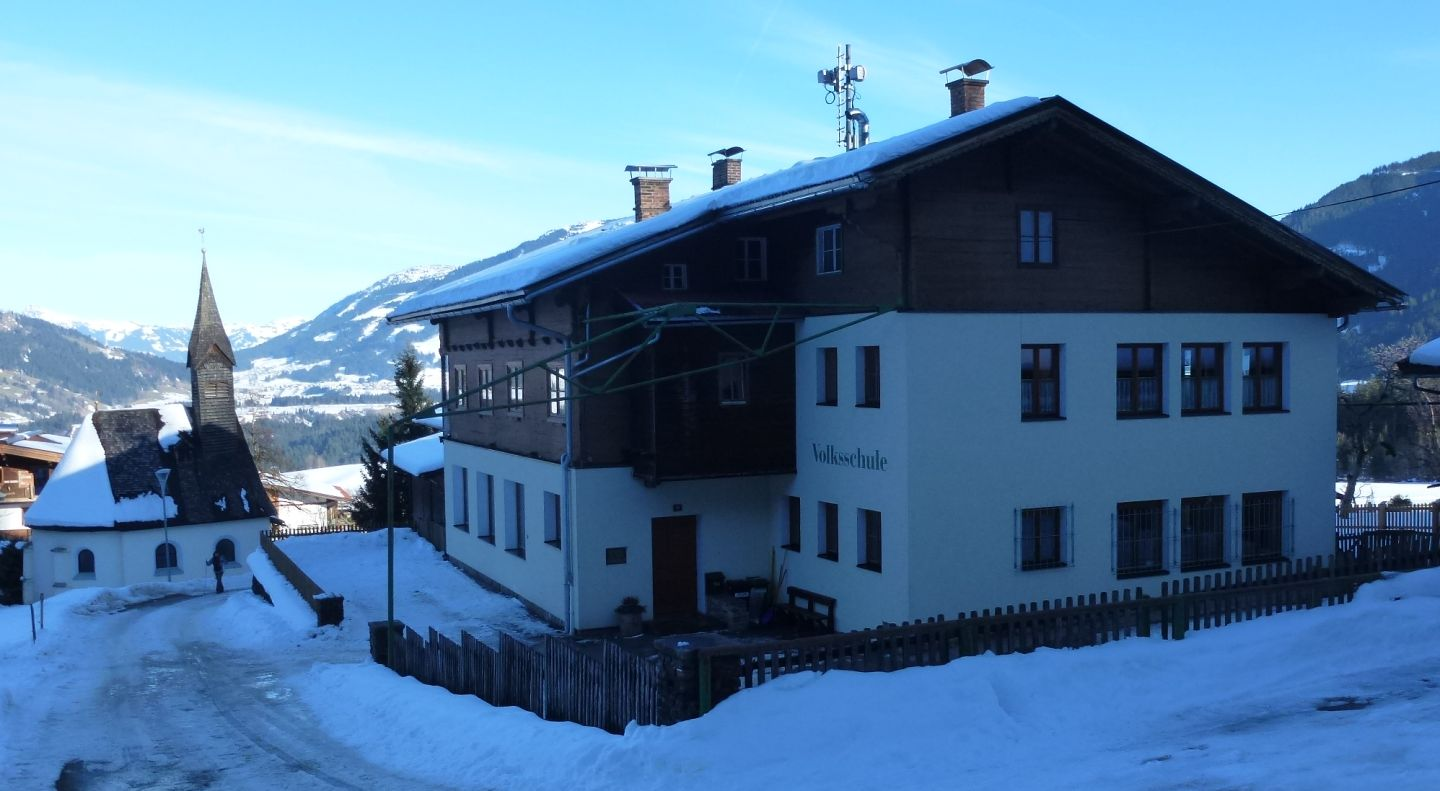
Penningdörfl

- Katholische Pfarrkirche Hopfgarten im Brixental Hll. Jakob und Leonhard: Der barocke, doppeltürmige Kirchenbau wurde zwischen 1758 und 1764 erbaut und ist aufgrund seiner Größe, seiner Architektur und der markanten Stellung mitten im Markt das weithin sichtbare Wahrzeichen von Hopfgarten.
- Stegner-Brücke: 1927 erbaute Holzbalkenbrücke über die Brixentaler Ache
- Seit dem Bau und der Inbetriebnahme der „Salvena“, dem Kultur- und Freizeitzentrum mit dem großen Saal, dem Kulturraum und dem Fitness-Betrieb im Herbst 1985 werden in Hopfgarten eine Fülle von Veranstaltungen geboten. So werden nicht nur Konzerte von Musikkapellen und -gruppen, klassische Konzerte, Theaterstücke der Heimatbühne, Sportveranstaltungen, Bälle und Tiroler Abende abgehalten, sondern es hat sich eine Kulturrunde „rund um die Kultur“ gebildet, die sich besonders der Kleinkunstveranstaltungen angenommen hat.
- Seit 1995 wird jedes Jahr beim Kammermusikfest Hopfgarten die Kammermusik von international renommierten Musikern unter der künstlerischen Leitung von Ramón Jaffé zelebriert. Dabei werden keine fixen Ensembles eingeladen, vielmehr werden alle Werke vor Ort erarbeitet und dem Publikum präsentiert.

## Wirtschaft und Infrastruktur

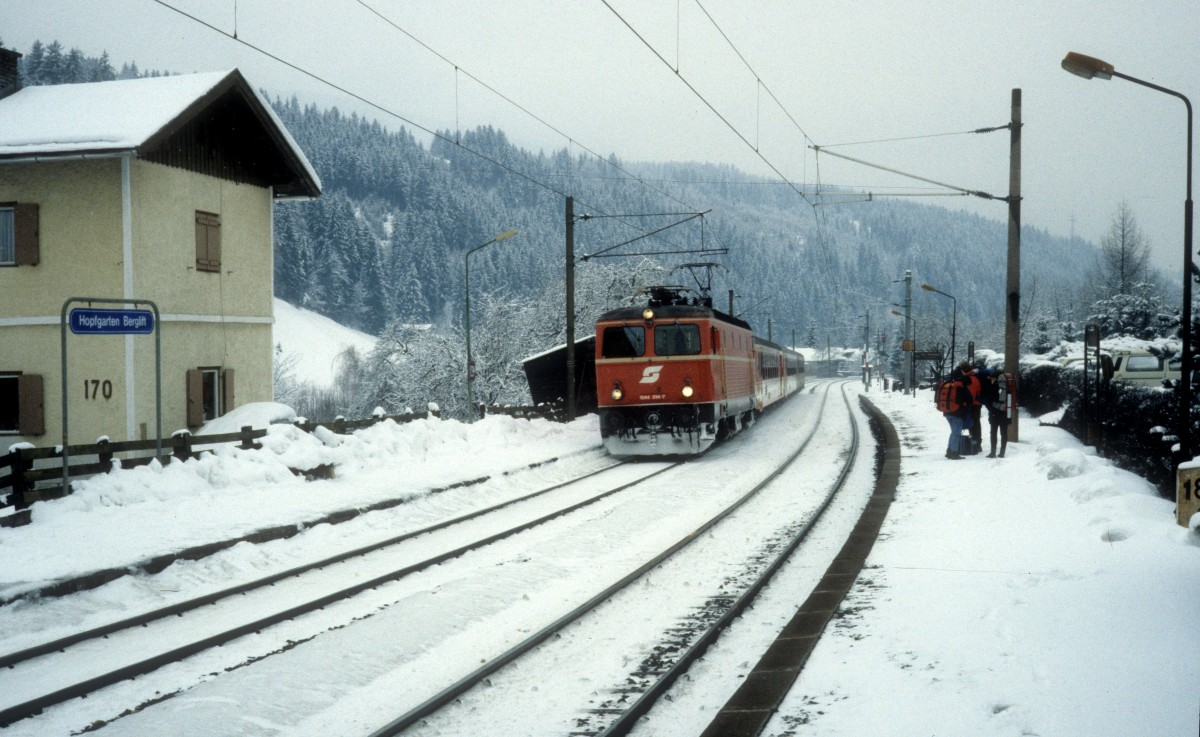
Haltepunkt Hopfgarten Berglift

Die Marktgemeinde steht also nach wie vor grundsätzlich auf den drei relativ gleich bedeutenden Wirtschaftssäulen Land- und Forstwirtschaft, Handel/Gewerbe/Kleinindustrie sowie Tourismus/Dienstleistungen. Während sich die Situation im Tourismusbereich stetig verbessert, hat der Bereich Land- und Forstwirtschaft aufgrund der europaweiten Entwicklungen überregionale Probleme zu bewältigen. Handel und Gewerbe zählen derzeit rund 160 Betriebe mit circa 1240 Arbeitsplätzen. Die Marktgemeinde selbst betreibt als Alleineigentümerin ein Elektrizitätswerk, das etwa drei Viertel der Hopfgartner Haushalte versorgt und bewirtschaftet rund 1.000 ha Eigenwald. Das ansässige Unternehmen Spiegel Lux gehört zu den größten Produzenten von Verkehrszeichen in Österreich.

### Verkehr
- Bahn: Die günstige Verkehrslage der Gemeinde – sie liegt an der Salzburg-Tiroler-Bahn der ÖBB und hat für den Personenverkehr zwei Bahnstationen.
- Straße: Sie liegt weiters an der Brixental Straße B 170 von Wörgl nach Kitzbühel, der Anschluss zur Inntalautobahn beträgt nur 8 km – gewährleistet gute Verbindungen. Trotzdem ist das Brixental als Seitental des Inntales nicht so extrem verkehrsbelastet und kann daher mit einer sehr guten Lebensqualität aufwarten.

### Tourismus
In der Tourismuswirtschaft gibt es in der Gemeinde derzeit rund 3.500 Gästebetten (Stand 2020). Die jährliche Übernachtungszahl stieg von 328.000 im Jahr 2011 auf 440.000 im Jahr 2019 und sank im COVID-Jahr 2020 auf 280.000. Die Spitze im Februar ist deutlich höher als die Spitze im August.
Die Hohe Salve, der Hopfgartner Hausberg, bereits um die Jahrhundertwende als schönster Aussichtsberg des Landes („Rigi“ Tirols) bezeichnet, ist als Schigebiet voll erschlossen und an den Schigroßraum Wilder Kaiser-Brixental (Skiwelt) mit fast 100 Liftanlagen angeschlossen. Geschichtlich ist erwähnenswert, dass im Oktober 1949 der damals mit einer Länge von 2850 m und einem Höhenunterschied von 900 m längste Sessellift Europas auf die Hohe Salve in Betrieb genommen worden ist.
Die im Jahr 1998 fertiggestellte Freizeitanlage „Salvenaland“ bietet der heimischen Bevölkerung und den Gästen auf einer Fläche von rund 7 Hektar eine Badeanlage mit Badesee und -becken, einen großzügigen Spielplatz und Sportplätze.

### Bildung
Die Gemeinde ist Schulerhalter von drei Volksschulen, einer Neuen Mittelschule (Schulsprengel auch für die Gemeinde Itter), einer Polytechnischen Schule und einer allgemeinen Sonderschule. In den bestehenden zwei Kindergärten werden derzeit etwa 100 Kinder betreut.
Seit 1995 besteht in Hopfgarten die Landesmusikschule Brixental, die mehr als 400 Schüler im Musikwesen unterrichtet. Im Jahre 2008 wurde auch ein Schülerhort eröffnet.

### Medizin und Pflege
Im Altenwohn- und Pflegeheim der Gemeinde Hopfgarten leben rund 60 Personen, von denen etwa 25 Mitbürger auf der Pflegestation betreut werden.
Die medizinische Versorgung im Ort gewährleisten drei praktische Ärzte, zwei Zahnärzte und zwei Tierärzte.

### Vereine
Es gibt in der Marktgemeinde ein sehr reges Vereinsleben auf kulturellem, sportlichem und sozialem Gebiet.
Nicht mehr wegzudenken aus dem gesellschaftlichen Leben und dem Dienst am Nächsten sind die beiden Freiwilligen Feuerwehren, die Ortsstelle des Roten Kreuzes (die Ende 2004 mit der Ortsstelle Westendorf in eine gemeinsame Dienststelle „Ortsstelle Brixental“ zusammengelegt wurde und nunmehr den Dienst aus dem Grenzgebiet zwischen Hopfgarten und Westendorf versieht), die Bergrettung und der Sozial- und Gesundheitssprengel.
Es gibt in der Gemeinde je zwei Musikkapellen, Männerchöre, Kirchenchöre, Volksbühnen, viele verschiedene Sport- und Kulturvereine sowie den Trachtenverein mit der Schuhplattlergruppe. Einer der ältesten Vereine in Hopfgarten ist die Schützengilde, welche im Jahre 1650 gegründet wurde.

## Politik

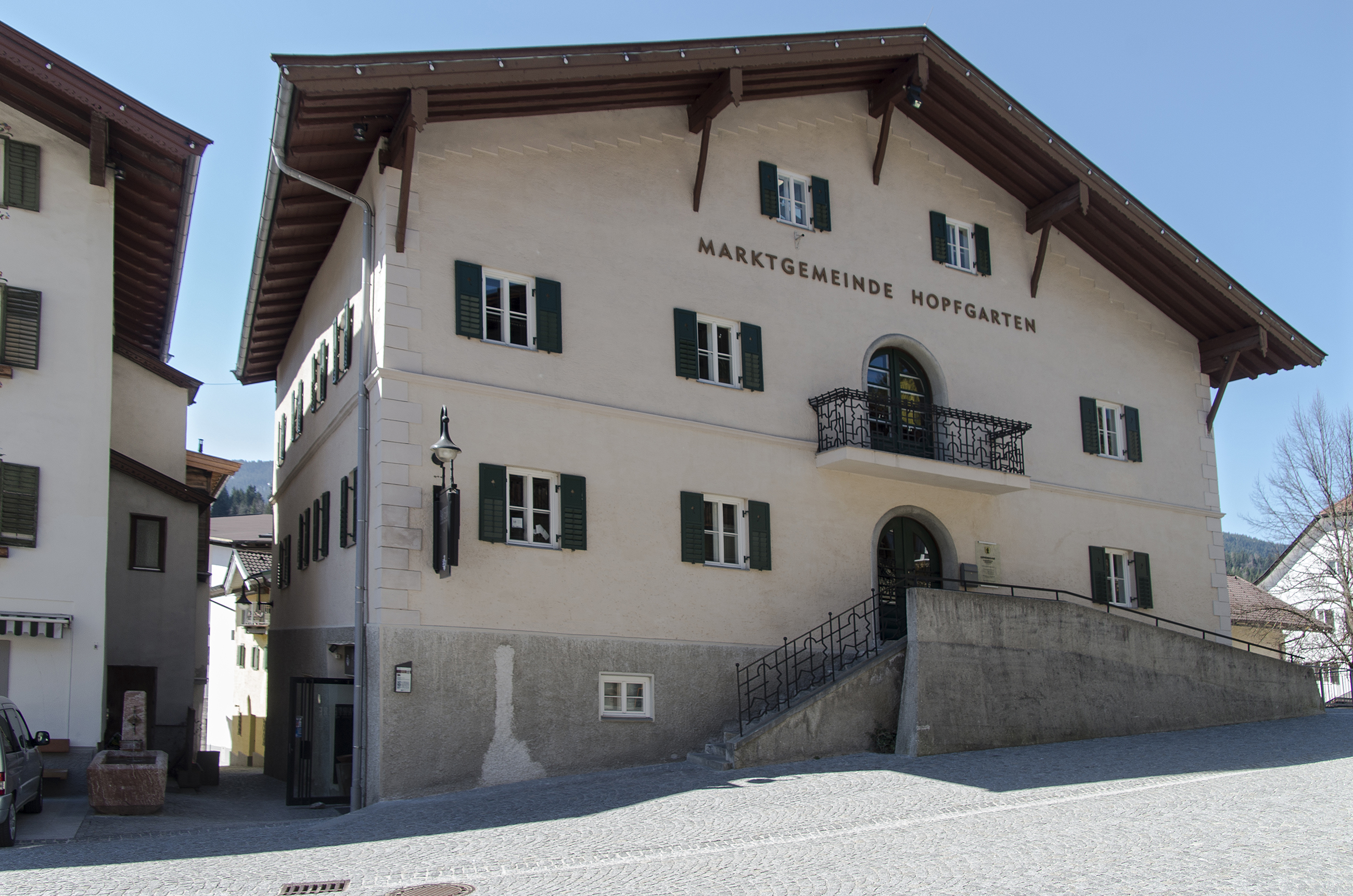
Gemeindeamt

Es besteht ein Wahlrhythmus von sechs Jahren für die Bürgermeisterwahl und die Gemeinderatswahl.

### Gemeinderat
Der Gemeinderat besteht aus 17 Mandataren.
| Partei                                                                                        | 2022     | 2022  | 2022    | 2016  | 2016    | 2010  | 2010    |
| Partei                                                                                        | Kopplung | %     | Mandate | %     | Mandate | %     | Mandate |
| --------------------------------------------------------------------------------------------- | -------- | ----- | ------- | ----- | ------- | ----- | ------- |
| Liste des Bürgermeisters – LISTE 1                                                            | C        | 34,70 | 6       | 31,48 | 6       | 37,85 | 7       |
| Natürlich! Hopfgarten – NAT! HOPF                                                             | B        | 18,36 | 3       | 22,62 | 4       |       |         |
| Kelchsauerliste – KELI                                                                        | B        | 14,21 | 3       | 12,78 | 2       | 13,82 | 2       |
| Gemeinsam Aktiv für Hopfgarten (Wirtschaft Handel Gewerbe Tourismus Dienstleistung) – GEMA 1) | C        | 13,77 | 2       | 15,19 | 2       | 18,19 | 3       |
| Die Grünen Hopfgarten                                                                         | A        | 6,95  | 1       | 5,25  | 1       | 7,54  | 1       |
| FPÖ Hopfgarten/Kelchsau Mut zur Veränderung – FPÖ                                             |          | 6,53  | 1       | 7,00  | 1       |       |         |
| SPÖ und Parteifreie Hopfgarten                                                                | A        | 5,48  | 1       | 5,68  | 1       | 7,57  | 2       |
| Liste der Bauern                                                                              |          |       |         |       |         | 15,04 | 2       |

1) Die Partei trat 2010 unter dem Namen „Gemeinsam Aktiv für Hopfgarten“ an.

### Bürgermeister
- 19??–1972 Leonhard Manzl (ÖVP)
- 1972–1992 Karl Huber (ÖVP)
- seit 1992 Paul Sieberer (ÖVP)

### Wappen
Das seit etwa 1616 bekannte Marktwappen zeigt in einem goldenen Schild den hl. Leonhard, den ursprünglichen Patron der Pfarrkirche.

## Persönlichkeiten
Söhne und Töchter der Gemeinde
- Leupold Scharnschlager (1485–1563), führende Täuferpersönlichkeit des 16. Jahrhunderts
- Andreas Benedict Feilmoser (1777–1831), Professor der Theologie in Innsbruck und Tübingen
- Johann Ager (1860–1920), Altbürgermeister und Ehrenbürger (Goldenes Verdienstkreuz, Bruderschaftsrat)
- Michael Unterguggenberger (1884–1936), von 1931 bis 1934 Bürgermeister von Wörgl, setzte als Nothilfe-Programm Ideen der Freiwirtschaft in Wörgl um
- Jakob Anton Bucher (1927–2012), Akademischer Maler
- Georg Ager (* 1958), Skirennläufer
- Margot Kober (* 1965), Skilangläuferin
- Martin Sieberer (* 1968), Koch
- Friedrich Biedermann (* 1975), Künstler
- Lara (* 1980), Sängerin (Schlager, Volksmusik)
- Stephan Embacher (* 2006), Skispringer

Personen mit Bezug zur Gemeinde
- Matthias Wißhofer (1752–1819), ab 1781 dortiger Koadjutor, Dechant, Freiheitskämpfer, Universalgelehrter und Erfinder
- Kaspar Hagleitner (1779–1836), katholischer Geistlicher und Tiroler Freiheitskämpfer, Pfarrer im Ort